# Adelina Gutiérrez
Carmen Adelina Gutiérrez Alonso (hay còn gọi là Adelina Gutiérrez, sinh ngày 27 tháng 3 năm 1925 – 11 tháng 4 năm 2015) là một nhà khoa học, giáo sư vật lý thiên văn người Chile. Bà là người Chile đầu tiên có bằng tiến sĩ vật lý thiên văn và là người phụ nữ đầu tiên trở thành thành viên của Viện Hàn lâm Khoa học Chile.

## Công trình
| Tên tiếng Anh                                                     | Tên gốc                                                          | Năm  | Ghi chú         |
| ----------------------------------------------------------------- | ---------------------------------------------------------------- | ---- | --------------- |
| Astronomical Measurements Made with Theodolite                    | Determinaciones astronómicas realizadas con teodolito            | 1953 |                 |
| Watching the Stars: Development of the Techniques of Astrophysics | Observando los astros: desarrollo de las técnicas de astrofísica | 1978 |                 |
| The Sun                                                           | El sol                                                           | 1978 |                 |
| General Astrophysics                                              | Astrofísica general                                              | 1980 | với Hugo Moreno |